# 欧韦尔斯
欧韦尔斯（法語：Auverse，法語發音：[ovɛʁs] ⓘ）是法国曼恩-卢瓦尔省的一个旧市镇，属于索米尔区。2016年12月15日，欧韦尔斯和相邻的另外13个市镇合并为新市镇努瓦扬维拉日（Noyant-Villages）。

## 地理
欧韦尔斯（47°31'6"N, 0°3'4"E）面积30.74 平方千米，位于法国卢瓦尔河地区大区曼恩-卢瓦尔省，该省份为法国西部内陆省份，大致对应安茹地区，北起顺时针与马耶讷省、萨尔特省、安德尔-卢瓦尔省、维埃纳省、德塞夫勒省、旺代省、大西洋卢瓦尔省和伊勒-维莱讷省接壤。
与欧韦尔斯接壤的市镇（或旧市镇、城区）包括：沙韦涅、希涅、代讷泽苏勒吕德、热讷泰伊、勒盖德尼欧、拉斯、利尼耶尔布通、穆利埃讷、努瓦扬。
欧韦尔斯的时区为UTC+01:00、UTC+02:00（夏令时）。

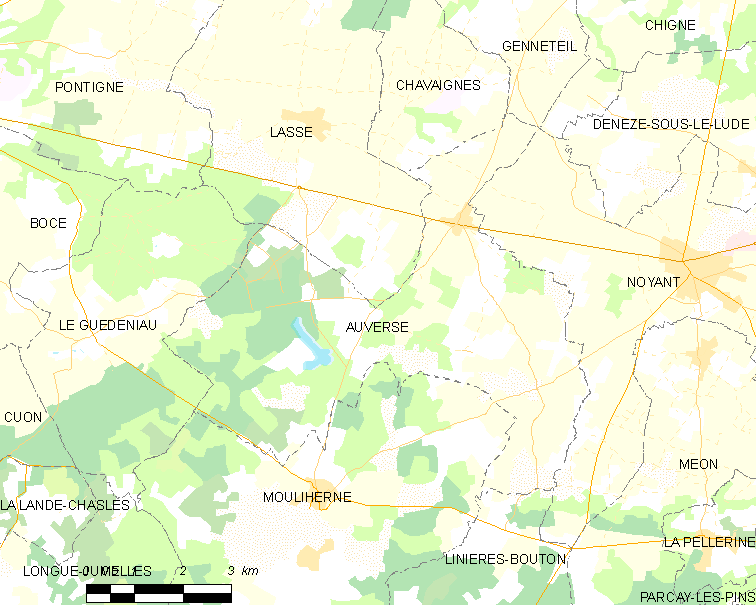
欧韦尔斯的OSM定位图

## 行政
欧韦尔斯的邮政编码为49490，INSEE市镇编码为49013。

## 政治
欧韦尔斯所属的省级选区为安茹地区博福尔县。

## 人口

1962-2008年间欧韦尔斯人口变化图示

欧韦尔斯于2018年1月1日时的人口数量为418人。